# باري وود (مغني)
باري وود (بالإنجليزية: Barry Wood)‏ هو مقدم برامج إذاعية ومغني أمريكي، ولد في 12 فبراير 1909 في نيو هيفن في الولايات المتحدة، وتوفي في 19 يوليو 1970.

## وصلات خارجية
- باري وود على موقع IMDb (الإنجليزية)
- باري وود على موقع ميوزك برينز (الإنجليزية)
- باري وود على موقع أول ميوزيك (الإنجليزية)
- باري وود على موقع ديسكوغز (الإنجليزية)
- باري وود على موقع قاعدة بيانات الفيلم (الإنجليزية)